# Galera Coração - Ao Vivo
Galera Coração - Ao Vivo é um álbum ao vivo da dupla sertaneja brasileira Edson & Hudson, lançado em 2005 pela EMI. O álbum contém várias canções do CD anterior de mesmo título, entre elas as canções "É Amor Demais", "Galera Coração" e "Tá No Meu Coração", além dos sucessos "Festa Louca" e "Te Quero Pra Mim". Ficou em 17º lugar na lista dos 20 DVDs mais vendidos do ano de 2005, e foi certificado com disco de ouro pelas 50.000 cópias vendidas.

## Faixas

### CD
1. "Galera Coração"
2. "Esqueça Que Eu Te Amo"
3. "Tá No Meu Coração"
4. "Não Tem Dia, Não Tem Hora"
5. "Festa Louca" (Mi Vida Loca) (My Crazy Life)
6. "Por Amar Essa Mulher"
7. "Te Quero Pra Mim" (It Matters To Me)
8. "Vou Tentar Ser Herói"
9. "Abre a Janela"  (part. especial: Beijinho)
10. "É Amor Demais"
11. "Amor e Ilusão"
12. "Chega Junto e Solta a Voz"
13. Pot-Pourri: "Bebo Pa Carai" / "Nóis Enverga, Mas Não Quebra" / "Mulher Que Não Dá, Voa"  (part. especial: Gino & Geno)
14. "Vai Ser Pior Tentar Outra Vez" (What’s In It For Me)

### DVD
1. "Galera Coração"
2. "É Amor Demais"
3. "Tá No Meu Coração"
4. "Festa Louca" (Mi Vida Loca) (My Crazy Life)
5. "Esqueça Que Eu Te Amo"
6. "Solte a Garganta"
7. "Não Tem Dia, Não Tem Hora"
8. "Chocolate com Pimenta"
9. "Chega Junto e Solta a Voz"
10. "Vou Tentar Ser Herói"
11. "Amor e Ilusão"
12. "Quantas Lembranças"
13. "Vai Ser Pior Tentar Outra Vez" (What’s In It For Me)
14. Pot-Pourri: "Bebo Paa Carai" / "Nóis Enverga, Mas Não Quebra" / "Mulher Que Não Dá, Voa"  (part. especial: Gino & Geno)
15. "Por Amar Essa Mulher"
16. "Nossa História"
17. "Abre a Janela"  (part. especial: Beijinho)
18. "Te Quero Pra Mim" (It Matters To Me)
19. "Te Dar Tristeza Nunca Mais"  (Can’t Be Really Gone)
20. "O Caldeirão Vai Ferver"

## Certificações
| Brasil (ABPD)                             | Ouro | 2005 | 50.000* |
| *número de vendas baseado na certificação |      |      |         |